# Ryomgård Station
Ryomgård Station er en letbanestation og tidligere jernbanestation i byen Ryomgård på Djursland i Østjylland. Stationen ligger på Grenaabanen mellem Aarhus og Grenaa, der nu er en del af Aarhus Letbane. Stationen åbnede i 1876 og var i mange år Djurslands vigtigste jernbaneknudepunkt.

## Historie

### Østjyske Jernbane
Østjyske Jernbane åbnede jernbanestrækningen Randers-Ryomgård-Grenaa 26. august 1876 og strækningen Aarhus-Ryomgård 1. december 1877. Begge strækninger blev i 1885 overtaget af DSB.
2. maj 1971 blev Randers-Ryomgård-banen nedlagt, dog med godstrafik Randers-Pindstrup frem til 1993. Grenaabanen (Aarhus-Grenaa) blev drevet videre af DSB indtil 2012, hvor den sammen med Odderbanen indgik i Aarhus Nærbane, så der kom gennemgående tog mellem Grenaa og Odder.

### Gjerrildbanen
5. december 1911 åbnedes privatbanestrækningen Ryomgård-Gjerrild, som 27. juni 1917 blev forlænget fra Gjerrild til Grenaa. Gjerrildbanen benyttede DSB's station og havde sin egen 100 m lange perron ved hovedsporet, som gik videre til en drejeskive på 6½ m. Herfra gik to spor med omløbsmulighed til kulgården og den enkeltsporede remise, der havde overnatningsrum for togpersonalet.
Stationens vandtårn var ikke stort nok til at forsyne både DSB og Gjerrildbanen, så man opførte et nyt, som stadig findes og er byens vartegn. 30. juni 1956 blev Ryomgård-Gjerrild-Grenaa Jernbane (RGGJ) nedlagt.

### Aarhus Letbane
Nærbanen blev lukket for ombygning til letbane 27. august 2016. Det var forventet, at Grenaabanen ville genåbne som en del af Aarhus Letbane i begyndelsen af 2018, men på grund af manglende sikkerhedsgodkendelse blev genåbningen udskudt på ubestemt tid. Godkendelsen forelå 25. april 2019, og genåbningen fandt sted 30. april 2019.
I forbindelse med ombygningen valgte Syddjurs Kommune at renovere stationen og omdanne den til en trafikterminal for busser og letbane. Det medførte udskiftning af alt stationsinventaret og installering af toiletter.

## Djurslands Jernbanemuseum
I 1981 oprettedes Djurslands Jernbanemuseum, som fik til huse i det tidligere postkontor i stationsbygningen. Museet manglede snart plads til de mange effekter, men erhvervede i 1995 med kommunal støtte stationens tidligere lokomotivremise, så der også er plads til rullende materiel foruden togpersonaleuniformer, fotografier, modelbaner m.v. Museet er siden 2007 en afdeling af Dansk Jernbane-Klub.